# East 122nd Avenue megállóhely
East 122nd Avenue megállóhely a Metropolitan Area Express kék vonalának, valamint a TriMet 73-as autóbuszának megállója az Oregon állambeli Portlandben.
A megálló a keleti Burnside utca és az északkeleti/délkeleti 122. sugárút kereszteződésében található, a peronok a keresztutca két oldalán helyezkednek el.

## Autóbuszok
- 73 – 122nd Ave (Lents Town Center/SE Foster◄►Parkrose/Sumner Transit Center[1]

| Előző állomás                                     |  | Metropolitan Area Express |  | Következő állomás                       |
| ------------------------------------------------- |  | ------------------------- |  | --------------------------------------- |
| E 102nd Avetovább Hatfield Government Center felé |  | Kék vonal                 |  | E 148th Avetovább Cleveland Avenue felé |

## Fordítás
- Ez a szócikk részben vagy egészben  az   E 122nd Ave MAX Station című angol Wikipédia-szócikk ezen változatának fordításán alapul.  Az eredeti cikk szerkesztőit annak laptörténete sorolja fel. Ez a jelzés csupán a megfogalmazás eredetét és a szerzői jogokat jelzi, nem szolgál a cikkben szereplő információk forrásmegjelöléseként.